# Chickasaw (Ohio)
Chickasaw é uma vila localizada no estado norte-americano de Ohio, no Condado de Mercer.

## Demografia
Segundo o censo norte-americano de 2000, a sua população era de 364 habitantes.
Em 2006, foi estimada uma população de 363, um decréscimo de 1 (-0.3%).

## Geografia
De acordo com o United States Census Bureau tem uma área de
0,6 km², dos quais 0,6 km² cobertos por terra e 0,0 km² cobertos por água.

## Localidades na vizinhança
O diagrama seguinte representa as localidades num raio de 16 km ao redor de Chickasaw.